# Edukativní konopná klinika

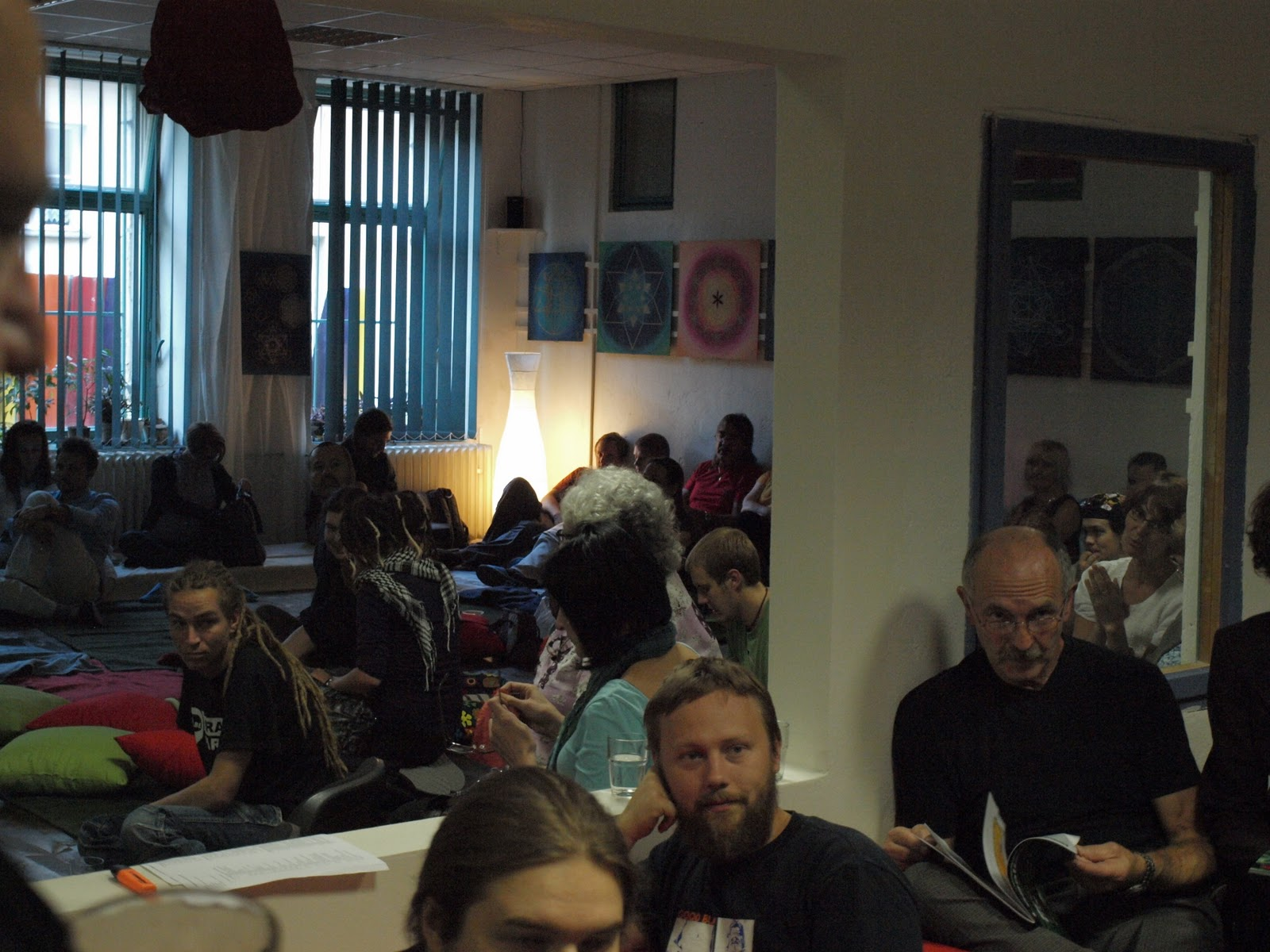
Slavnostní zahájení dne 11. září 2010

Edukativní konopná klinika je vědecko-výzkumné [zdroj⁠?!] a vzdělávací pracoviště zřízené nevládními organizacemi Ateliér ALF,z.s., Konopí je lék,z.s. a Art Language Factory, z.s. - Cannabis is The Cure,z.s. Kliniku založil Mgr. Dušan Dvořák.

## Historie
Dne 28. září 2009 v Praze na Žižkově v ulici Bořivojova 90 založily tři nevládní organizace za účasti primátora hl. města Prahy Edukativní konopnou kliniku.
Jako první oddělení byla otevřena Konopná apatyka královny koloběžky první. Slavnostní otevření všech potřebných oddělení Edukativní konopné kliniky se odehrálo dne 11. září 2010 spolu s premiérou filmu Konopné pašije. V letech 2013–2016 měla Edukativní konopní klinika sídlo v Olomouci na Novém světě v ulici Přichystalova 14. Ode dne 14. července 2016 je sídlem Edukativní konopné kliniky výzkumnická farma konopí v Ospělově.